# Список умерших в 1139 году

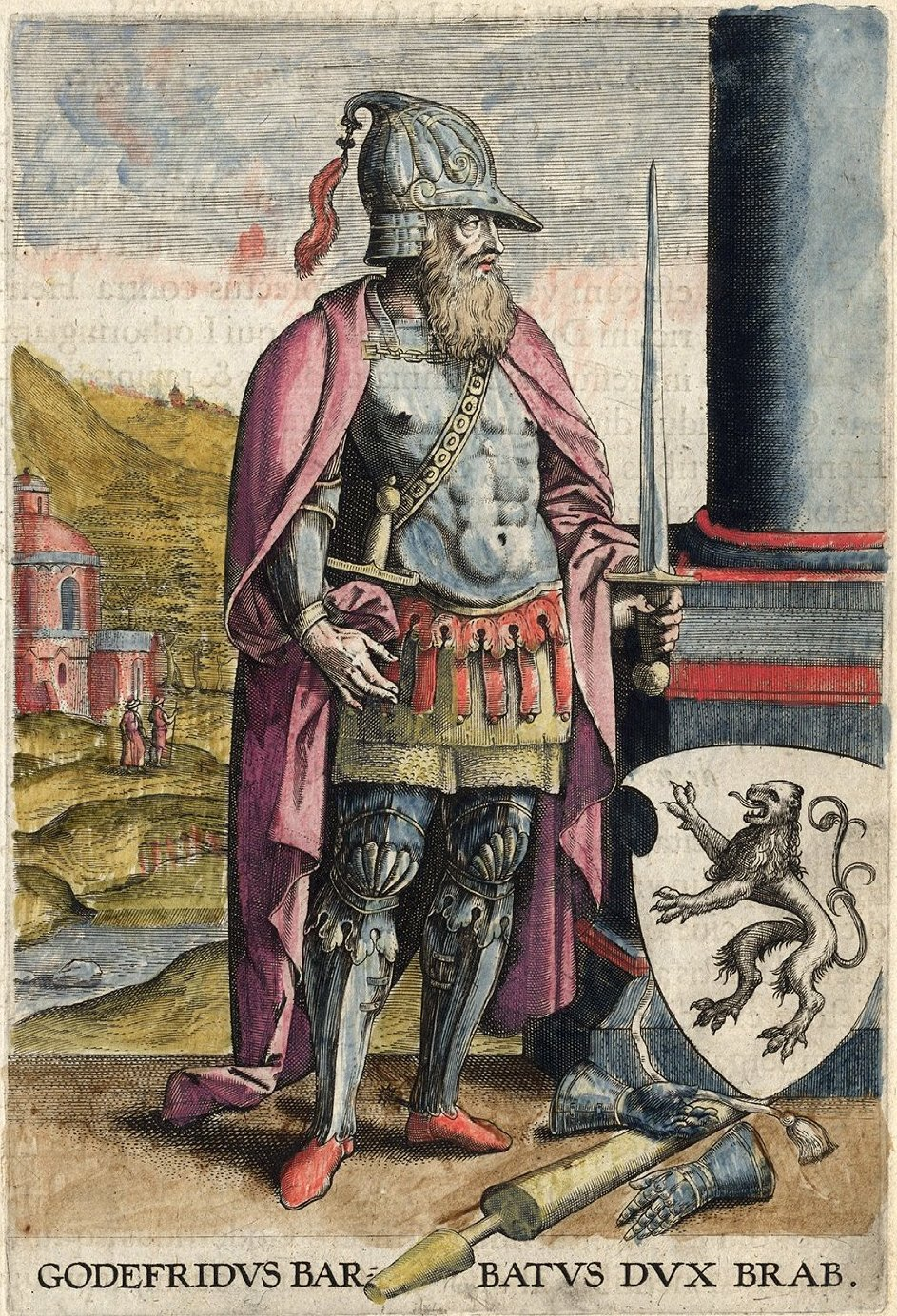
Готфрид I Бородатый

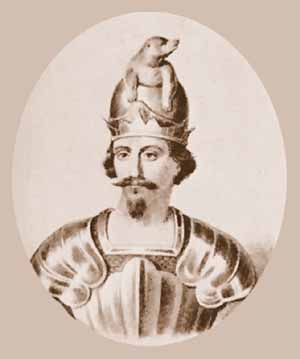
Ярополк Владимирович

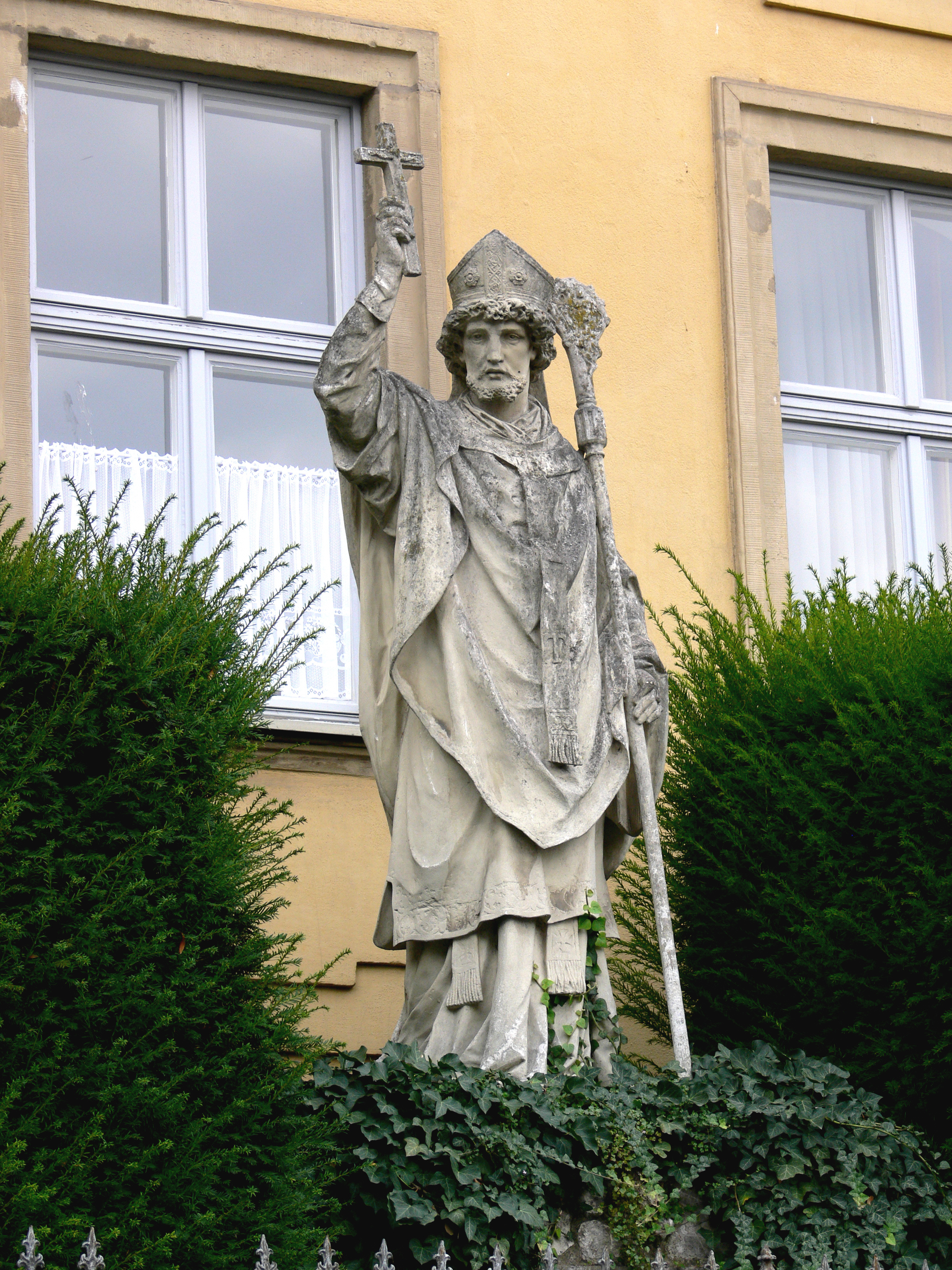
Отто Бамбергский

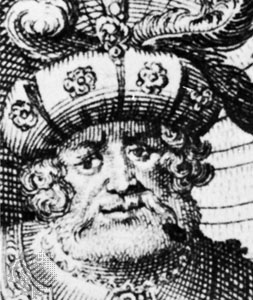
Генрих X Гордый

В этой статье представлен список известных людей, умерших в 1139 году.
См. также: Категория:Умершие в 1139 году

## Январь
- 13 января или 14 января — Симон I — герцог Лотарингии (1115—1139)
- 25 января — Готфрид I Бородатый, Смелый или Великий — граф Лувена и ландграф Брабанта (1095—1139), герцог Нижней Лотарингии (1106—1125, 1138—1139) (как Готфрид V), последний маркграф Антверпена (1106—1139)

## Февраль
- 18 февраля — Ярополк Владимирович — Князь переяславский (1114—1132), Великий князь Киевский (1132—1139)

## Апрель
- 4 апреля — Евфимия Владимировна — королева-консорт Венгрии (1112—1113).
- 11 апреля — Пьер де Фонтен — католический церковный деятель.
- 30 апреля 
  - Райнульф Алифанский — граф Алифе 1108—1139), герцог Апулии (1137—1139), глава нескольких баронских мятежей в Южной Италии против Рожера II.
  - Ричард[англ.] — первый аббат Фаунтинского аббатства (1132—1139)
- Виктор IV — антипапа (1138).

## Июнь
- 20 июня — Иоанн Матеранский[англ.] — бенедиктинский монах, святой римско-католической церкви[1].
- 23 июня 
  - Андреас ван Куюк[англ.] — епископ Утрехта (1128—1139)
  - Махмуд Шихабуд-дин — буридский эмир Дамаска (1135—1139). Убит.
- 30 июня — Отто Бамбергский — епископ Бамберга (1102—1139), миссионер, «апостол народа Померании», святой римско-католической церкви.

## Август
- 8 августа — Иоанн I[нем.] — епископ Праги (1134—1139)
- 19 августа — Жоффруа I — граф Намюра (1102—1139), граф де Порсьен (1087— ок. 1104)

## Сентябрь
- 6 сентября — Валеран II Язычник — герцог Лимбурга и граф Арлона (1118—1139), титулярный герцог Нижней Лотарингии (1125—1139)

## Октябрь
- 28 октября — Генрих X Гордый — герцог Баварии (1126—1139), маркграф Тосканы и герцог Сполето (1137—1139), герцог Саксонии (как Генрих II) (1137—1139)

## Ноябрь
- 12 ноября:
  - Магнус IV Слепой — король Норвегии (1130—1135, 1137—1139). Погиб в сражении.
  - Сигурд Шумный — претендент на норвежский трон. Казнён

## Декабрь
- 11 декабря — Роджер Солсберийский — лорд-канцлер Англии (1101—1102), епископ Солсбери (1102—1139), соратник короля Генриха I, фактический руководитель аппарата управления страной.

## Дата неизвестна или требует уточнения
- Гийом Французский — кардинал-епископ Палестрины (1122—1139), Декан Коллегии кардиналов (1129—1139)
- Давид Скотус[англ.] — епископ Бангора(1120—1139), хронист
- Джеквинтус[англ.] — последний князь Бари (1138—1139). Казнён.
- Косма — католический церковный деятель, кардинал.
- Кристина Датская — датская принцесса, королева Норвегии, жена Магнуса IV Слепого.
- Императрица Ксинг[англ.] — императрица-консорт Китая (1127—1139), жена императора Гаоцзуна
- Никодим Проскурник — монах Киево-Печерской лавры, святой православной церкви.
- Уильям Пинцерна д’Обиньи — англо-нормандский барон.
- Роберт де Феррьер — первый граф Дерби (1138—1139)
- Чун-цзун — император тангутского государства Си Ся (1086—1139)